# Tremanormen
De Tremanormen worden door rechtbanken gebruikt om alimentaties uit te rekenen ("Trema" = Tijdschrift voor de rechterlijke macht).
Het Rapport Alimentatienormen is voor het eerst in 1979 gepubliceerd. Het rapport geeft aanbevelingen voor een eenvormige praktische invulling van de wettelijke maatstaven voor het berekenen van draagkracht. De vast te stellen alimentatie is afhankelijk van de behoefte van de onderhoudsgerechtigde en de draagkracht van de onderhoudsplichtige. De laagste van deze twee vormt dus het maximum.

## Behoefte
De behoefte van de gewezen echtgenoot kan worden gesteld op het bedrag dat nodig is om een staat te voeren die de onderhoudsgerechtigde in redelijkheid past. De welstand van partijen gedurende het huwelijk (of geregistreerd partnerschap) is mede bepalend voor de behoeftevaststelling. Het belang van deze factor kan in de loop van de tijd minder worden.
Voor de vaststelling van de behoefte van kinderen wordt sinds 1994 gebruikgemaakt van de tabel Kosten van kinderen. Het aantal kinderen en het inkomen tijdens het huwelijk levert een aantal punten op waarmee de behoefte in een geldbedrag kan worden vertaald.

## Draagkracht
De draagkracht van de onderhoudsplichtige is afhankelijk van de financiële en maatschappelijke omstandigheden van de onderhoudsplichtige. Afhankelijk van die omstandigheden wordt een berekening gemaakt op basis van het bruto- of nettoloon.

## Berekening
De globale berekening ziet er als volgt uit:
- netto besteedbaar inkomen
- af: alimentatievrije voet (= toepasselijke bijstandsnorm minus minimale eigen huur zoals die wordt gehanteerd bij vaststelling van het recht op huursubsidie)
- af: woonkosten boven die minimale eigen huur (2008: € 202,00)
- af: premie ziektekostenverzekering minus nominale premie (2008: € 57,00)
- af: overige relevante kosten, zoals aflossing van huwelijkse schulden, begrafenisverzekering, redelijke oudedagsvoorziening
- van het restant wordt afhankelijk van de gebruikte methode (bruto of netto) en de leefsituatie van de onderhoudsplichtige een percentage genomen dat als kinder- of partneralimentatie kan worden betaald
- hierbij komt nog het fiscaal voordeel over die berekende alimentatie.

Omdat het systeem van berekenen volgens de tremanormen een aantal nadelen heeft, is in 2003 een wetsvoorstel Wet herziening kinderalimentatie ingediend. Door dit wetsvoorstel zouden de voor de gemeenten geldende verhaalsbepalingen uit de Algemene bijstandswet (Abw) komen te vervallen.
In het voorjaar van 2007 is besloten definitief af te zien van invoering van de Wet herziening kinderalimentatie. Hierdoor zal een deel van de Algemene bijstandswet vooralsnog tot nadere order zijn werking behouden, waardoor gemeenten vooralsnog genoodaakt zijn zelf nog de te verhalen bijstand te verhalen (én berekenen), zij het dat de verhaalsplicht met de invoering van de Wet werk en bijstand (WWB) vanaf 1 januari 2004 een bevoegdheid is geworden in plaats van een verplichting.
Vanaf 1 januari 2009 zijn de verhaalsbepalingen alsnog opgenomen in de WWB (artikel 61 e.v. WWB). Hierdoor is de constructie om te verhalen via artikel 13 Invoeringswet WWB (Iw. WWB) in relatie tot artikel 92 lid 2 e.v. Abw overbodig geworden.
In april 2013 is nieuwe Tremanorm vastgesteld. Belangrijkste verandering is de invoering van een draagkrachttabel, aan de hand waarvan eenvoudig berekend kan worden hoeveel de onderhoudsplichtige ouder op basis van zijn netto-inkomen moet bijdragen. De lasten voor de kinderen hoeven daardoor niet meer te worden gespecificeerd. Ook nieuw is de mogelijkheid om een zorgkorting toe te passen: vermindering van de alimentatie naarmate ouders vaker voor hun kinderen zorgen.